# Augustin Ziegler

Porträt Augustin Ziegler

Augustin Ziegler OSB, mit Taufnamen Johann Baptist Ziegler  (* 11. April 1720 in Greifenberg; † 12. Juli 1778 in Straubing), war ein Benediktiner und von 1764 bis 1775 Abt der Abtei Niederaltaich.
Augustin Ziegler legte 1740 seine Profess in Niederaltaich ab und studierte anschließend Theologie und Rechtswissenschaft an der Universität Ingolstadt. In den Jahren 1751 bis 1753 lehrte er als ordentlicher Professor für theoretische Philosophie an der philosophischen Fakultät der Benediktineruniversität Salzburg, der er von 1752 bis 1753 als Dekan vorstand. In dieser Zeit verfasste er insgesamt elf auf Lateinisch publizierte Werke zur Psychologie, Logik, Metaphysik, Pneumatologie und Physik. Im Anschluss daran wirkte er für weitere zwei Jahre an der Theologischen Hauslehranstalt von Kloster Niederaltaich und diente dort als Novizenmeister und Prior sowie als Pfarrer von Regen, bevor er 1764 zum Abt gewählt wurde. Auch in dieser Zeit blieb er der Lehre verbunden, indem ihn die Universität Salzburg 1771 und das Lyzeum in Freising 1772 zu ihrem Präses ernannten.
Mit seiner Ernennung zum Abt rückte zunehmend die Bautätigkeit für die Abtei in den Vordergrund seines Interesses. In Niederaltaich ließ er den Torturm der Abtei neu errichten und mit einem Observatorium ausstatten, und im Garten des Klosters erstand ein neues barockes Gartenhaus. Bei Rinchnach errichtete er 1766 an der Stelle einer Einsiedelei des Hl. Gunther die Wallfahrtskirche Frauenbrünnl. Hingegen provozierte sein fürstlicher Lebensstil, der zu einer zunehmenden Verschuldung des Klosters führte, eine Kritik, der gegenüber er sich ablehnend  verhielt. 1774 erhielt er in der Person von Ignaz Krenauer einen  Administrator vorgesetzt, der ihm dann 1775 nach seiner Resignation als Abt nachfolgte. Augustin Ziegler zog sich nach Straubing zurück, wo er drei Jahre später verstarb.

## Weblink
- https://regiowiki.pnp.de/wiki/Augustin_Ziegler

| Vorgänger  | Amt                             | Nachfolger     |
| ---------- | ------------------------------- | -------------- |
| Ignaz Lanz | Abt von Niederaltaich 1764–1775 | Ignaz Krenauer |

| Personendaten    | Personendaten                    |
| ---------------- | -------------------------------- |
| NAME             | Ziegler, Augustin                |
| ALTERNATIVNAMEN  | Ziegler, Johann Baptist          |
| KURZBESCHREIBUNG | römisch-katholischer Geistlicher |
| GEBURTSDATUM     | 11. April 1720                   |
| GEBURTSORT       | Greifenberg                      |
| STERBEDATUM      | 12. Juli 1778                    |
| STERBEORT        | Straubing                        |